# John James Jones

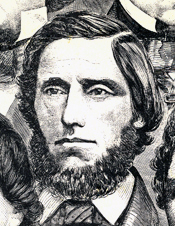
John James Jones

John James Jones (* 13. September 1824 bei Waynesboro, Burke County, Georgia; † 19. Oktober 1898 ebenda) war ein US-amerikanischer Politiker. Zwischen 1859 und 1861 vertrat er den Bundesstaat Georgia im US-Repräsentantenhaus.

## Werdegang
John Jones wurde laut seinem Grabstein am 13. September 1824 geboren. Er besuchte die Waynesboro Academy und danach bis 1845 das Emory College in Oxford. Nach einem anschließenden Jurastudium und seiner Zulassung als Rechtsanwalt im Jahr 1848 begann er in Waynesboro in seinem neuen Beruf zu arbeiten.
Politisch war Jones Mitglied der Demokratischen Partei. Bei den Kongresswahlen des Jahres 1858 wurde er im achten Wahlbezirk von Georgia in das US-Repräsentantenhaus in Washington, D.C. gewählt, wo er am 4. März 1859 die Nachfolge von Alexander H. Stephens antrat. Er blieb bis zu seinem Rücktritt am 23. Januar 1861 Mitglied des Kongresses. Diese Zeit war von den Spannungen im unmittelbaren Vorfeld des Bürgerkrieges bestimmt. Er trat zurück, weil sein Heimatstaat Georgia den Austritt aus der Union beschlossen hatte.
Während des nun folgenden Bürgerkriegs war John Jones Leutnant im Heer der Konföderation. Nach dem Krieg arbeitete er wieder als Anwalt im Burke County. Er starb am 19. Oktober 1898 in seiner Heimatstadt Waynesboro. John Jones war mit Evelina Toombs Jones (1830–1900) verheiratet; das Paar hatte zwei Kinder.